# Министерство здравоохранения и социальных служб США
Министерство здравоохранения и социальных служб США (англ. United States Department of Health and Human Services, HHS) — федеральный исполнительный департамент США. Возглавляется министром здравоохранения и социальных служб США (с февраля 2025 года этот пост занимает Роберт Кеннеди-младший).

## Структура
Состоит из 11 подразделений, из которых 8 входят в Службу общественного здравоохранения, управляющуюся заместителем министра здравоохранения США (с марта 2021 года этот пост занимает Рейчел Левин).
В состав Службы общественного здравоохранения США входят 8 следующих отделений:
- Национальные институты здравоохранения США (NIH)
- Центры по контролю и профилактике заболеваний США (CDC)
- Индейская медицинская служба[англ.] (IHS)
- Управление по санитарному надзору за качеством пищевых продуктов и медикаментов (FDA)
- Агентство по токсическим веществам и реестру заболеваний[англ.] (ATSDR)
- Управление ресурсов и служб здравоохранения[англ.] (HRSA)
- Агентство исследований и оценки качества медицинского обслуживания[англ.] (AHRQ)
- Управление по лечению зависимостей и психическому здоровью[англ.] (SAMHSA)

Не входят в её состав остальные 3 отделения Министерства здравоохранения:
- Центры предоставления услуг по программам Medicare и Medicaid[англ.] (CMS)
- Управление по вопросам детей и семьи и детей[англ.] (ACF)
- Управление общественной жизни[англ.] (ACL)

Также в состав министерства входит Офицерский корпус службы общественного здравоохранения США под командованием Главного военного хирурга (с марта 2021 года — Вивек Мёрфи).

## История
Впервые идея создания Министерства образования и социального обеспечения была предложена ещё президентом Гардингом в 1923 году, но по разным причинам не была воплощена.
В итоге в 1953 было создано Министерство здравоохранения, образования и социального обеспечения (англ. Department of health, education, and welfare, HEW. В 1979 году на место ему пришло нынешнее Министерство здравоохранения и социальных служб.

## Финансирование
Годовой бюджет — 1,02 триллиона долларов США (2015 год).

## Социальные и здравоохранительные программы
Департамент здравоохранения и социальных служб проводит более 300 программ в области здравоохранения. Вот некоторые из них:
- Исследования в области здравоохранения и социальных наук
- Предотвращение заболеваний, включая службы иммунизации
- Обеспечение безопасности продуктов питания и медикаментов
- Medicare (страхование здоровья для пожилых людей и инвалидов) и Medicaid (страхование здоровья для лиц с низкими доходами)
- Информационные технологии в здравоохранении
- Финансовая помощь и услуги для малообеспеченных семей
- Улучшение здоровья матери и ребёнка, включая программу Nurse Home Visitation для поддержки матерей
- Head Start (дошкольное образование)
- Религиозные и общественные инициативы
- Предотвращение надругательств над детьми и бытового насилия
- Лечение и профилактика наркомании
- Услуги для пожилых американцев, включая доставку домой питания
- Услуги здравоохранения для коренных американцев
- Программа медицинской подготовки для чрезвычайных ситуаций